# Фуфлунс
Фуфлунс — этрусский бог виноградарства и виноделия, аналогичный Дионису (Вакху) и Либеру. В более древние времена Фуфлунс изображался в виде могучего бородатого мужчины, но со временем его омолодили и дали в руку тирс — особую палку с насаженной на конце сосновой шишкой. Другой атрибут Фуфлунса — лира, так как он покровительствовал также и музыкантам, игравшим на струнных инструментах. Воплощениями Фуфлунса являлись пантеры и леопарды. Супругой Фуфлунса являлась богиня Везуна, а родителями — пара Аплу и Семлы. Фуфлунс повелевал злобными лесными демонами, которые напали на Уни, но были разогнаны дубиной Геркле.